# Euplexia polycmeta
Euplexia polycmeta là một loài bướm đêm trong họ Noctuidae.